# Casalarreina
Casalarreina ist ein spanischer Ort und eine Gemeinde (Municipio) in der Region La Rioja mit 1.062 Einwohnern (Stand: 2024).

## Lage
Casalarreina liegt etwa 38 Kilometer südsüdwestlich von Vitoria-Gasteiz und etwa 30 Fahrtkilometer westnordwestlich von Logroño am Río Oja.

## Bevölkerungsentwicklung
| Jahr      | 1960 | 1970 | 1981 | 1991 | 2001 | 2011 | 2021 |
| Einwohner | 1273 | 1050 | 933  | 896  | 984  | 1306 | 1090 |

Infolge der Mechanisierung der Landwirtschaft und des daraus resultierenden geringeren Arbeitskräftebedarfs ist die Zahl der Einwohner seit der Mitte des 20. Jahrhunderts deutlich zurückgegangen.

## Sehenswürdigkeiten
- Martinskirche
- Dominikanerkloster Nuestra Señora de la Piedad
- Romanuskapelle
- Herrenhaus der Condestables von Castilla (Palacio de los Condestables de Castilla)
- Herrenhaus der Markgrafen von Vargas

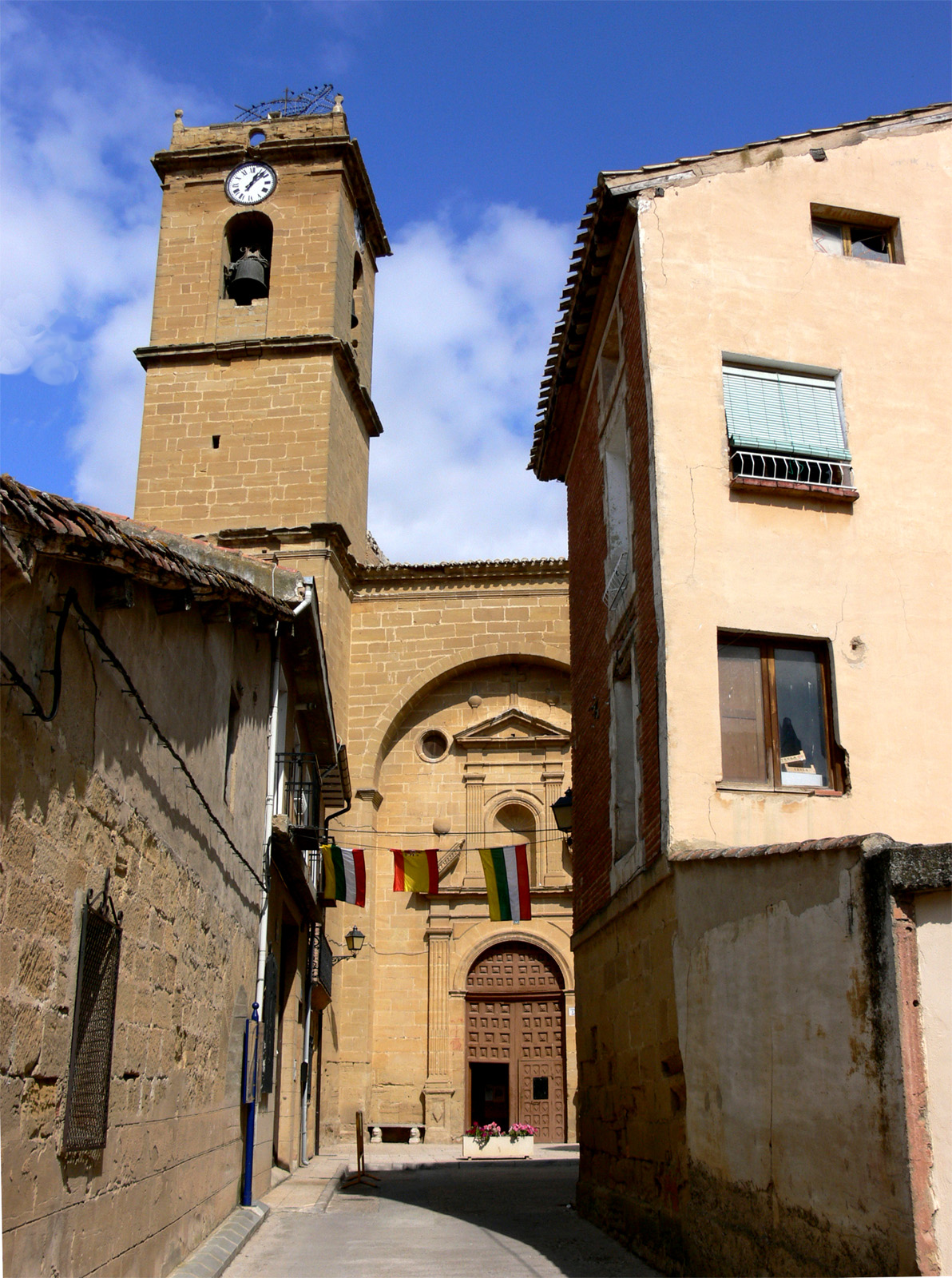
Martinskirche
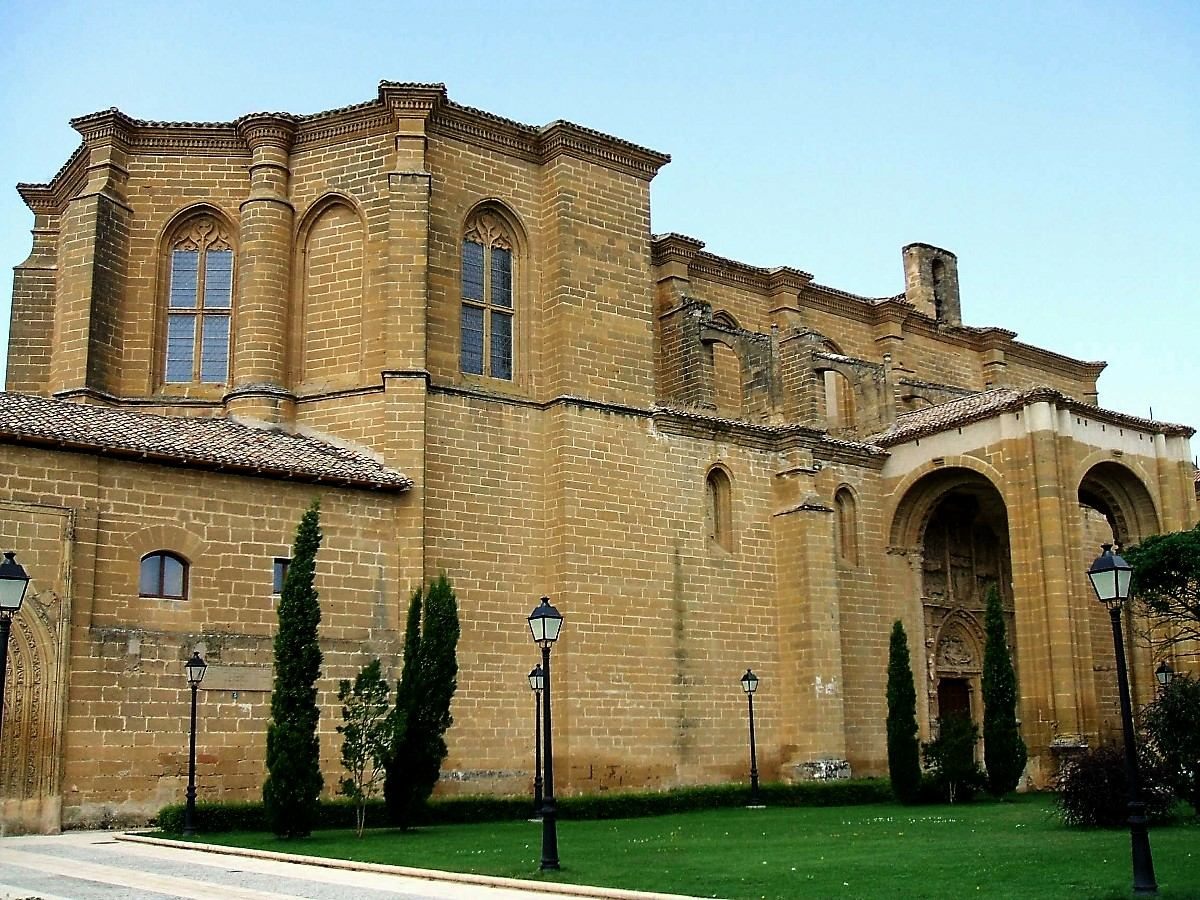
Dominikanerkloster
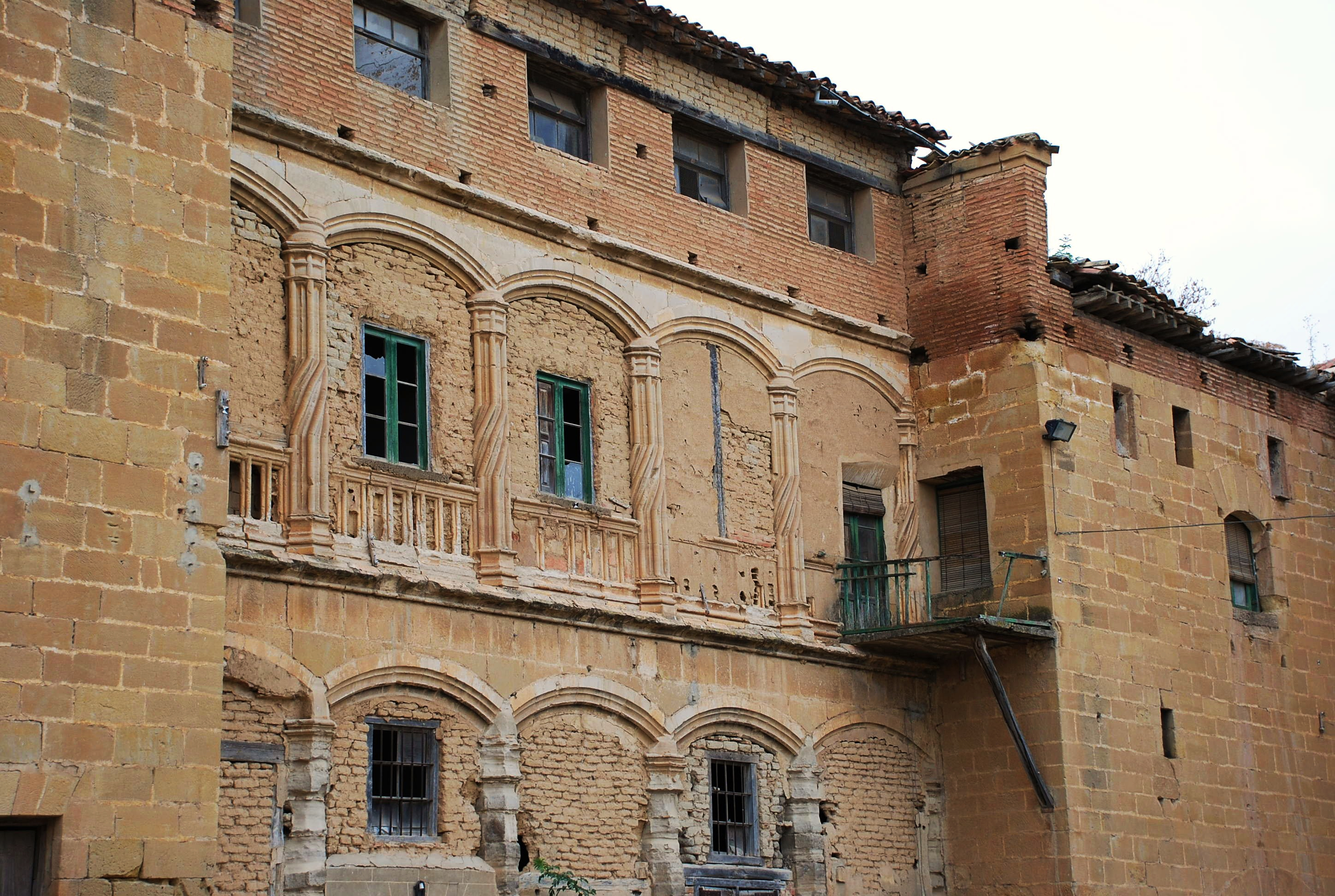
Herrenhaus der Condestables
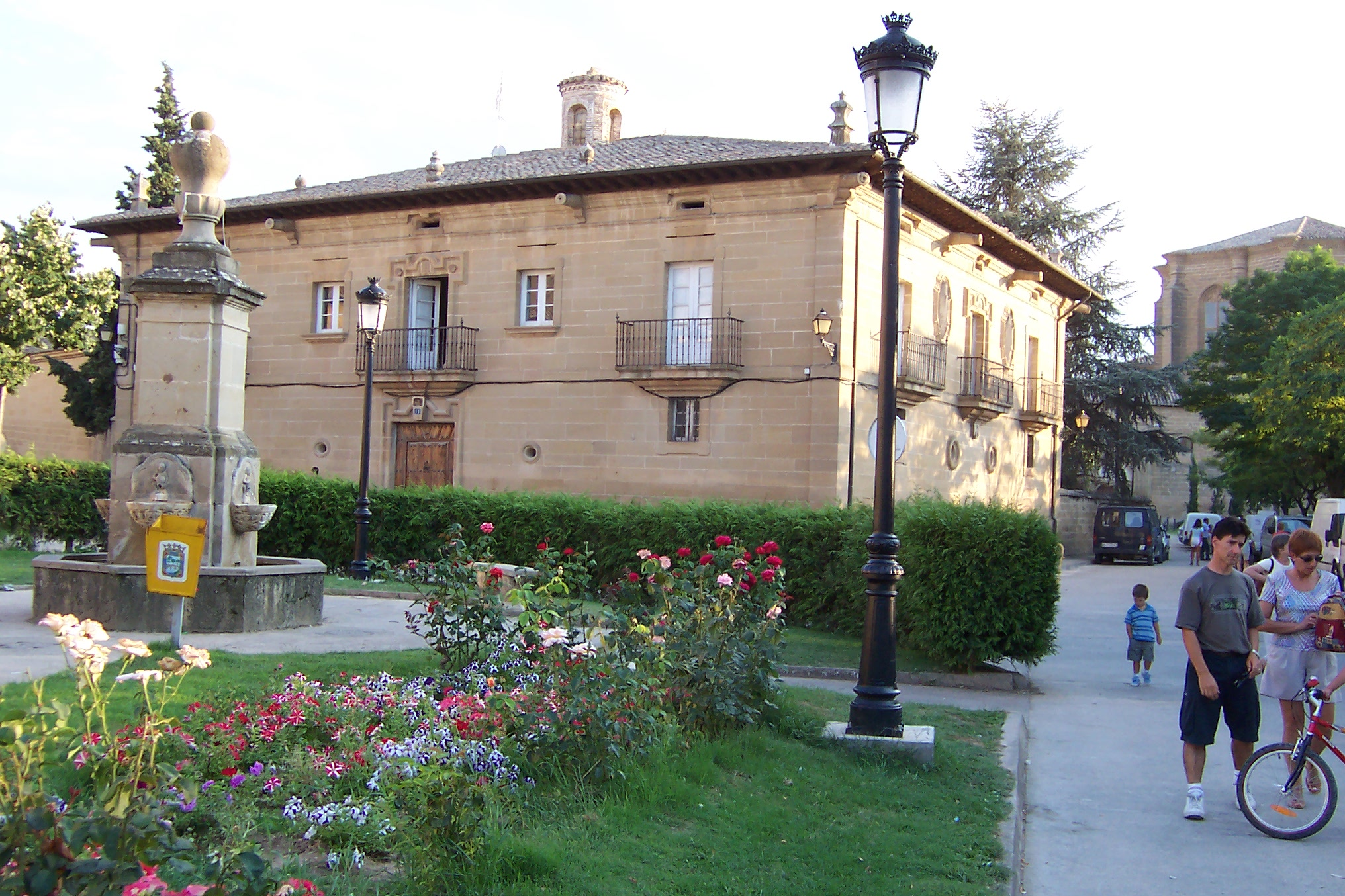
Herrenhaus der Markgrafen von Vargas

## Partnerschaft
Mit der französischen Gemeinde Pujols-sur-Ciron im Département Gironde (Neuaquitanien) besteht eine Partnerschaft.

## Persönlichkeiten
- Isidoro Saracha (1733–1803), Dominikanermönch und Botaniker